# Officiel Opposition (Storbritannien)
Hendes Majestæts Aldeles Loyale Opposition, eller den officielle opposition i Storbritanniens Underhus, ledes af oppositionslederen. Dette er normalt det parti, som opnåede den næststørste andel af pladserne i Underhuset ved et valg, da det parti, der opnåede den største andel, normalt danner Hendes Majestæts Regering. Siden maj 2010 har den officielle opposition været det socialistiske parti Labour. 